# فرانك لندن
فرانك لندن (بالإنجليزية: Frank London)‏ هو كاتب سيناريو وملحن وكاتب أغاني أمريكي، ولد في 1958.

## وصلات خارجية
- فرانك لندن على موقع IMDb (الإنجليزية)
- فرانك لندن على موقع ميوزك برينز (الإنجليزية)
- فرانك لندن على موقع أول موفي (الإنجليزية)
- فرانك لندن على موقع أول ميوزيك (الإنجليزية)
- فرانك لندن على موقع ديسكوغز (الإنجليزية)
- فرانك لندن على موقع قاعدة بيانات الفيلم (الإنجليزية)